# Tosa Kaidō

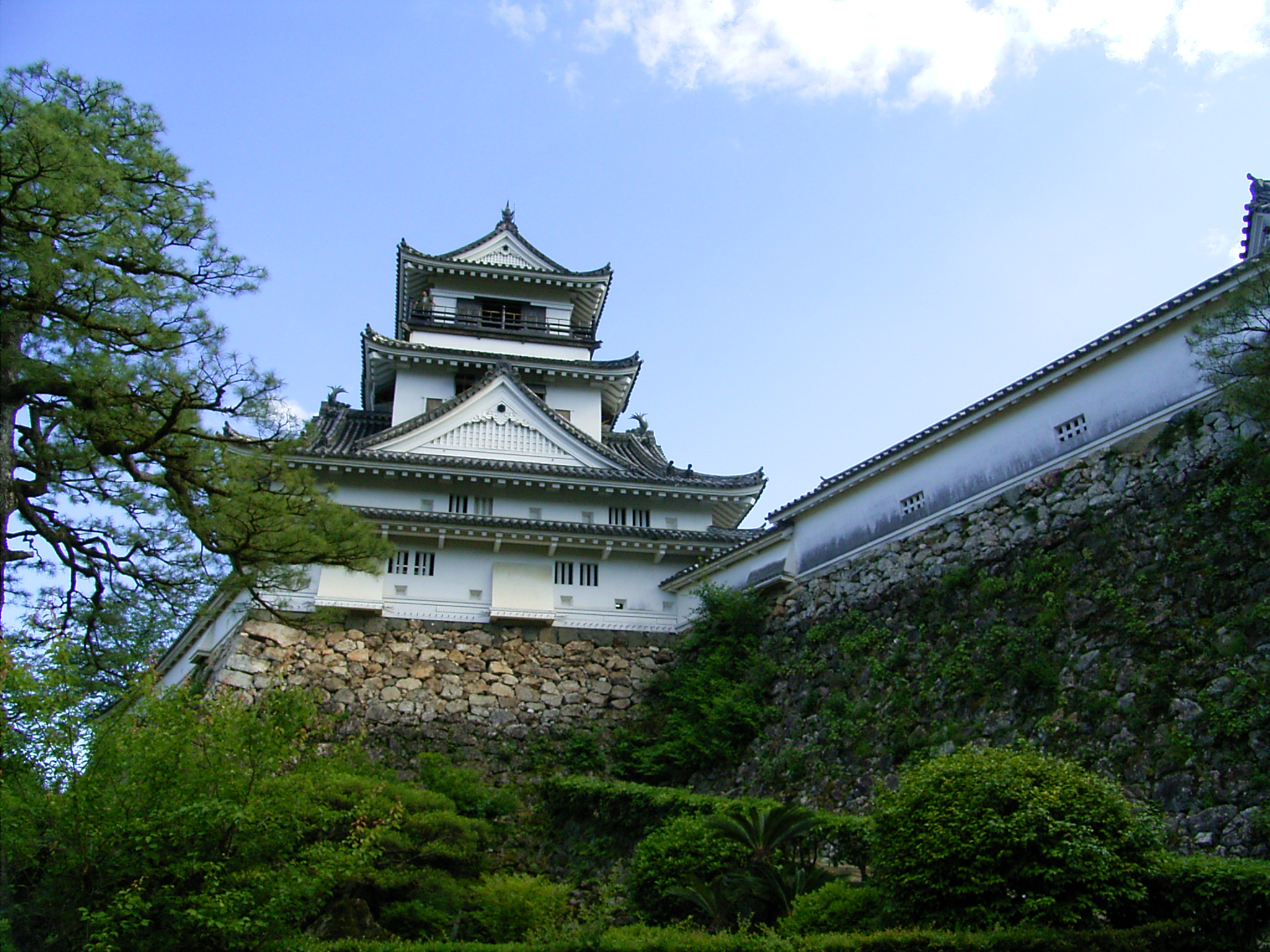
Château de Kōchi au bout de la route

Le Tosa Kaidō (土佐街道) est une ancienne route de commerce au Japon dont le tracé est à présent suivi par la Route nationale 33. Elle fut d'abord établie durant la période Yamato puis transformée en route officielle durant la période Meiji, avant d'être renommée route préfectorale Matsuyama-Kōchi (県道松山高知線, Kendō Matsuyama-Kōchi-sen). Le 18 janvier 1945 elle a été désignée « Route Nationale 23 » avant d'être renommée « Route Nationale 33 » le 4 décembre de cette même année.
Le Domaine Tosa utilisait une route qui reliait Kōchi à la moderne Shikokuchūō sankin kōtai. Cette route était appelée « ancienne Tosa Kaidō » (旧土佐街道, Kyū-Tosa Kaidō).